# Carlton William Barrett
Pour les articles homonymes, voir Barrett.
Carlton William Barrett, né le 24 novembre 1919 à Fulton (New-York) et mort le 3 mai 1986, est un soldat de l’United States Army décoré de la Medal of Honor pour ses actions lors du débarquement de Normandie le 6 juin 1944.

## Biographie
Carlton William Barrett naît à Fulton, dans l’état de New-York le 24 novembre 1919. Il s’engage dans l’armée à Albany le 29 octobre 1940 et est assigné à la fin de la formation initiale au 18e régiment d’infanterie de la 1re division d’infanterie.
Le 6 juin 1944 il participe avec sa division au débarquement de Normandie au sein d’une équipe de trois hommes dont la mission est d’établir un point de ralliement sur la plage d’Omaha Beach : ils doivent débarquer avant leur régiment, trouver un emplacement approprié puis en communiquer les coordonnées aux embarcations pour permettre au reste de l’unité de débarquer à son tour. Le 18e régiment étant placé en réserve, il n’est pas prévu de rencontrer d’opposition, la plage devant être sécurisée par les vagues d’assaut précédentes.
Néanmoins, les Américains ont encore peu progressé au moment où Barrett débarque et la plage est toujours soumise à des tirs nourris. Dans l’heure qui suit, il porte secours à de nombreux soldats blessés, les emmenant jusqu’aux barges pour les évacuer, guidant les valides vers les points de regroupement. Il traverse également à de multiples reprises la plage pour porter des messages, permettant aux officiers de communiquer malgré la perte de leur matériel radio. Barrett est l’un des quatre soldats américain ayant reçu la Medal of Honor pour leurs actions le jour du débarquement.
Après la guerre, Barrett reste dans l’armée, où il devient cuisinier, puis chargé du ravitaillement. Il a atteint le grade staff sergeant lorsqu’il prend sa retraite le 30 juin 1963. Il meurt le 3 mai 1986 et sa médaille est alors cédée au musée de la 1re division à Wheaton.